# A Kongói Köztársaság zászlaja
A Kongói Köztársaság jelenleg is állami jelképnek számító zászlót az ország függetlenségének kikiáltása előtt egy évvel, 1959. augusztus 18-án fogadták el. Ez átlósan sávos, a felső háromszög zöld, az alsó vörös, míg a kettőt elválasztó széles sáv sárga színű. A zászló színei az úgynevezett pán-afrikai színek, amelyek igen népszerűek Afrika középső vidékein. Kongó az ötödik afrikai ország volt, amely ezeket a színeket választotta zászlóján.
Oldalainak aránya 2 : 3.
A zászlót 1969. december 30-án eltörölték, majd 1991. június 10-én ismét ezt tették meg az ország jelképének.
A zöld a természetet és a barátságot jelképezi, a sárga a jobb jövőt, a vörös pedig a függetlenséget, illetve a szabadságért elhullajtott vért jelenti.

## Történelmi zászló
1968-ban Marien Ngouabi lett az új elnök, aki 1969-ben népköztársasággá tette az országot, és szovjetpolitikát folytatott.
1970-ben az elnök új zászlót nevezett meg az ország hivatalos zászlajának. Ez a zászló vörös volt és hasonlított a szovjet lobogóhoz.
A vörös a kommunizmust, a kalapács a munkásokat, az ág a természetet és a békét szimbolizálja.
Oldalainak aránya 2:3.

1970-1991